# Гендрік Вюст
Гендрік Йозеф Вюст (нім. Hendrik Wüst; 19 липня 1975, Реде, Вестфалія) — німецький політик (ХДС). З 27 жовтня 2021 року — прем'єр-міністр землі Північний Рейн-Вестфалія.
Раніше, з 30 червня 2017 року до свого обрання прем'єр-міністром, — міністр транспорту землі Північний Рейн-Вестфалія. З 23 жовтня 2021 року — голова земельної асоціації ХДС Північний Рейн-Вестфалія, а раніше з вересня 2006 року по лютий 2010 року був її генеральним секретарем. З 2005 року — депутат Ландтагу Північного Рейну-Вестфалії.

## Освіта і кар'єра
Гендрік Вюст виріс у Реді. Його батько був позаштатним торговим представником текстильних машин, а мати отримала освіту м'ясника. У 1995 році закінчив гімназію в Бохольті. Потім вивчав право у Вестфальському університеті Вільгельма в Мюнстері. Після першого державного іспиту з права, починаючи з 2000 року, пройшлов юридичне стажування в Мюнстері, Косфельді та Брюсселі. У 2003 році склав другий державний іспит з права і з того часу став має дозвіл на адвокатську діяльність.
З 2000 по 2005 рік Вюст працював у лобістській агенції «Eutop International GmbH» у Берліні, а з 2004 року був внутрішнім радником та уповноваженим представником цієї агенції. До клієнтів цієї агенції належать компанії, які хочуть використовувати «Eutop» для впливу на міністерства.
З 2010 по 2017 рік Вюст був керуючим директором регіональної асоціації німецьких газетних видавців Північного Рейну-Вестфалії та «Pressefunk GmbH & Co. KG» у Нойсі, а  2014 по 2017 рік — також керуючим директором «dein.fm Holding GmbH & Co. KG» у Дюссельдорфі.
Вюст одружений, у 2021 році у нього народилася дочка.  Він має мисливську ліцензію та з 2007 року його хоббі — полювання.

## Політична кар'єра

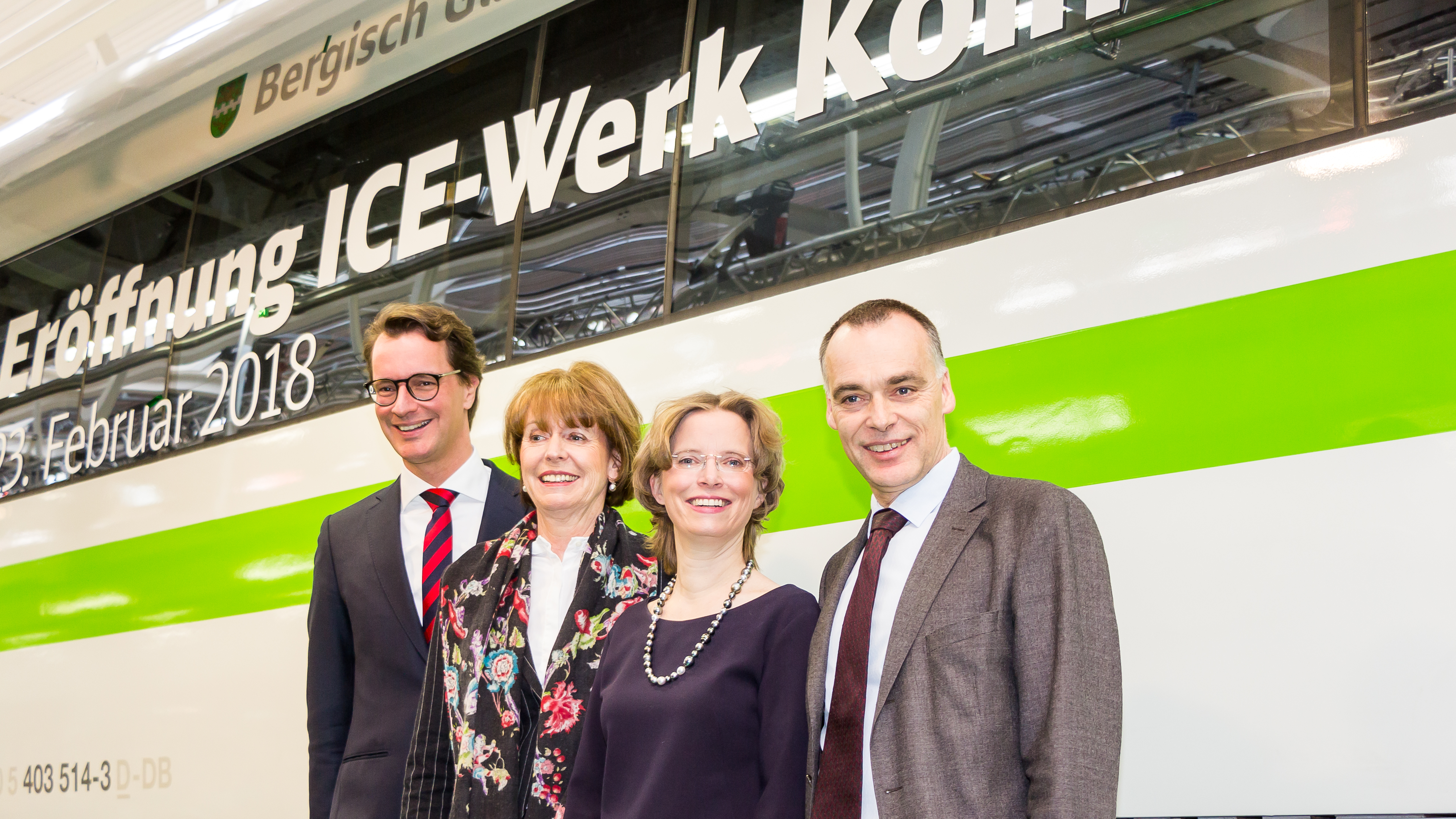
Гендрік Вюст з Генрієттою Рекер, Бірґіт Боле та Бертольдом Губером на відкритті заводу з технічного обслуговування ICE у Кельн-Ніппесі (лютий 2018 р.)

У 1990 році Вюст був співзасновником місцевої міської асоціації Молодіжний союз у Реде. У 1995 році він став міським радником у Реде, а в 1999 році — членом правління групи ради ХДС і членом наглядової ради муніципальних комунальних підприємств у Реде. З 1998 по 2000 рік обіймав посаду державного скарбника Північного Рейну-Вестфалії, а з 2000 по 2006 рік був також обраним державним головою цієї партійної групи і водночас членом виконавчої ради Північно-Рейн-Вестфалійської державної асоціації ХДС, а також районного виконавчого комітету ХДС у Мюнстерланд. З 2002 по 2012 роки вперше був членом федеральної виконавчої ради ХДС.

### Депутат Ландтагу Північного Рейн-Вестфалії (з 2005 р.)
На виборах у Ландтаг Північного Рейн-Вестфалії в 2005 році Вюст був вперше обраний прямим мандатом до Ландтагу Північного Рейн-Вестфалії, набравши 58,3 % прямих виборчих голосів у виборчому окрузі Боркен I, і був наймолодшим членом парламенту від фракції ХДС в той час. З 2006 по 2010 рік Вюст — генеральний секретар ХДС Північного Рейн-Вестфалії. Спочатку він тимчасово очолив цю посаду після відставки Ганса-Йоахіма Река і був офіційно затверджений на посаді у 16 вересня 2006 року в Мюнстері, набравши 89,4 % голосів.
Після перемоги на виборах до Ландтагу Північного Рейн-Вестфалії у 2010 році з 49,6 % голосів знову отримав перемогу на свому виборчому окрузі, члени парламентської групи ХДС обрали його речником економічної політики. З 2010 по 2017 рік ХДС Північного Рейн-Вестфалії перебував в опозиції. На виборах до Ландтагу Північного Рейн-Вестфалії у 2012 році Вюст отримав 45,8 % голосів у виборчому окрузі, на виборах у 2017 році — 52,9 % і 60,7 % — на виборах до Ландтагу Північного Рейн-Вестфалії у 2022 році.
З 2013 року Вюст був державним головою Спілки малих і середніх підприємств та економічного союзу ХДС Північного Рейн-Вестфалії. 23 жовтня 2021 року обраний державним головою ХДС Північного Рейн-Вестфалії як наступник Арміна Лашета.

### Міністр транспорту Ландтагу Північного Рейн-Вестфалії (2017–2021)

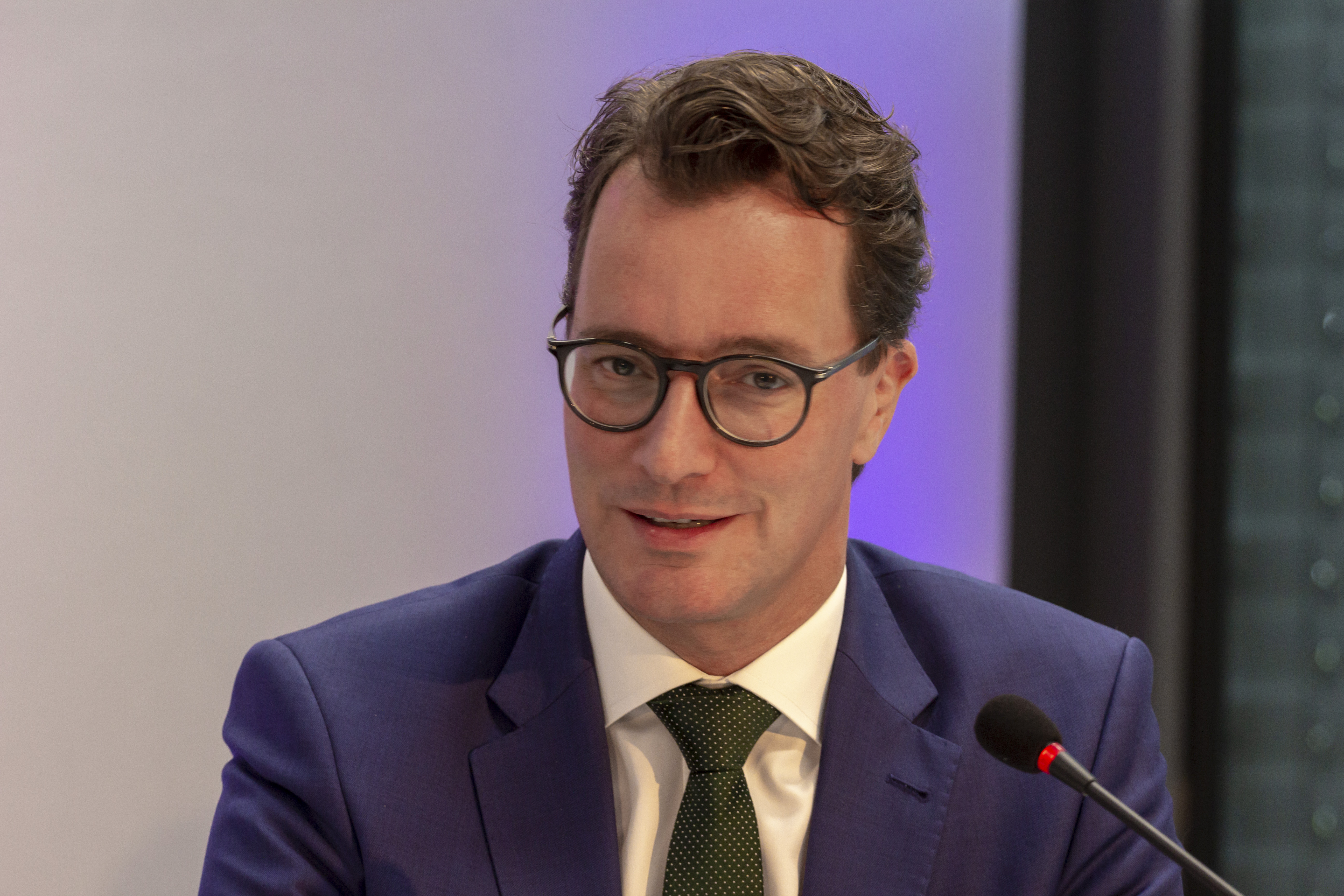
Гендрік Вюст (2019)

30 червня 2017 року прем'єр-міністр Армін Лашет призначив Вюста міністром транспорту Ландтагу Північного Рейн-Вестфалії.

### Прем'єр-міністр Ландтагу Північного Рейн-Вестфалії (з 2021 р.)
5 травня 2021 року прем'єр-міністр Ландтагу Північного Рейн-Вестфалії Армін Лашет призначив Вюста його наступником. У жовтні в Білефельді його також обрали головою ХДС Північного Рейн-Вестфалії та головним кандидатом на виборах до Ландтагу у травні 2022 року. Перед виборами до Бундестагу 2021 року Лашет заявив, що їде до Берліна «без зворотного квитка», – навіть якщо він не стане канцлером. 27 жовтня 2021 року Вюст був обраний дванадцятим прем'єр-міністром Ландтагу Північного Рейну-Вестфалії 103 голосами проти 90, на три голоси більше, ніж коаліція ХДС і ВДП у парламенті землі. З 1 січня по 31 грудня 2022 року він також був уповноваженим представником Федеративної Республіки Німеччина з питань культури в межах Договору про франко-німецьку співпрацю.
На виборах до Ландтагу 14 травня 2022 року партія ХДС знову змогла збільшити свою частку голосів під керівництвом Вюста. 28 червня 2022 року Вюст був переобраний прем'єр-міністром Ландтагу Північного Рейн-Вестфалії.

## Кабінети
- Кабінет Лашета (міністр транспорту; 2017–2021)
- Кабінет Вюст I (прем'єр-міністр; 2021–2022)
- Кабінет Вюста II (прем'єр-міністр; з 2022 р.)